# Pachypodium lealii
Pachypodium lealii (лат.) (предполагаемые русскоязычные названия: Пахиподиум Леала или Паxиподиум Лила) — вид суккулентных деревьев рода Пахиподиум (Pachypodium) семейства Кутровые (Apocynaceae), естественно произрастающий на территории Анголы и Намибии.

## Название
Родовое латинское (научное) название Pachypodium происходит от греч. «παχύ» – толстый и «ποδιυμ» – нога.
Видовой латинский эпитет lealii дан в честь Фернанда да Коста Леала (порт. Fernando da Costa Leal), офицера португальской армии и администратора провинции Уила (Ангола). Леал оказал помощь Фридриху Вельвичу во время его путешествия по Анголе.

## Ботаническое описание

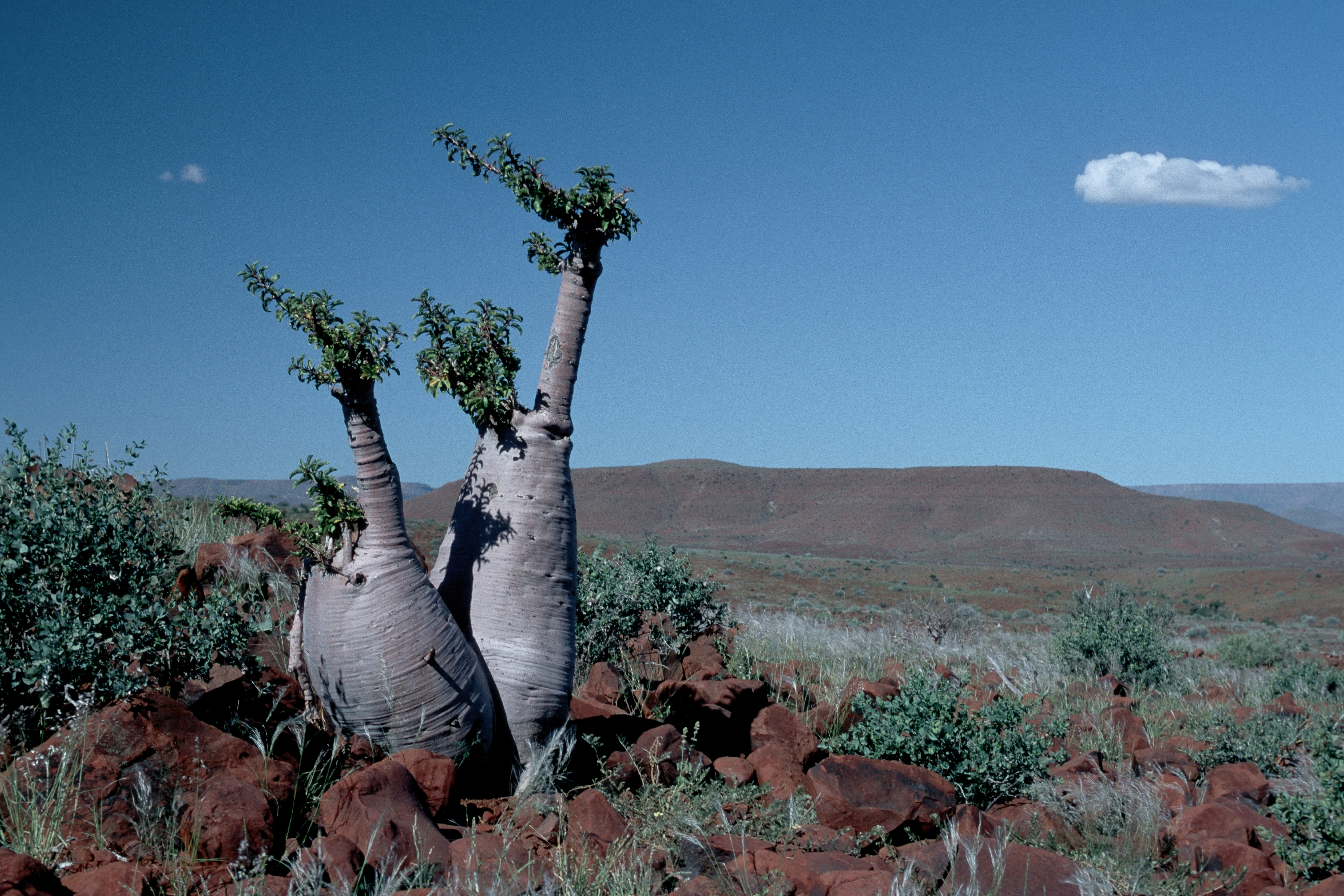
Характерные бутылкообразные стволы

Pachypodium lealii, известное также как «бутылочное дерево», представляет собой один из самых крупных видов бутылкообразных растений в своем роду. Оно выглядит как кустарник или высокий древовидный суккулент, достигающий высоты от 3 до 6 (-8) м. Растение имеет широкое луковичное основание, из которого вырастает множество стволов. Ствол и ветви имеют металлически-серый или коричневатый цвет, они толстые и сочные. Как и у других пахиподиумов, сочный стебель бутылочного дерева служит водным резервуаром, позволяющим растению выживать в жаркой и сухой среде, где оно растет. Во время цветения листья опадают, а на концах безлистных ветвей раскрываются длинные заостренные бутоны, превращающиеся в душистые белые цветы с пурпурным оттенком на нижней стороне. Сок растения ядовит.
Ствол мягкий и сочный. Он имеет сильно вздутую цилиндрическую прикорневую часть, диаметр которой может достигать 40 см и более. Ствол узко сужается кверху и часто имеет форму бутылки, а от середины он умеренно разветвлен, иногда разветвляется у основания. Кора ствола жесткая, от серебристо-серого до бледно-коричневого цвета, с поперечными темными рубцами. Основные стебли немногочисленные, прямостоячие и бугорчатые, редко разветвленные к верхушке. Ствол и ветви покрыты многочисленными жесткими колючками, которые группируются по три. Растение содержит водянистый, смолистый и вязкий латекс (сок). По мере взросления растения нижняя часть ствола становится пробковой и одеревеневшей.

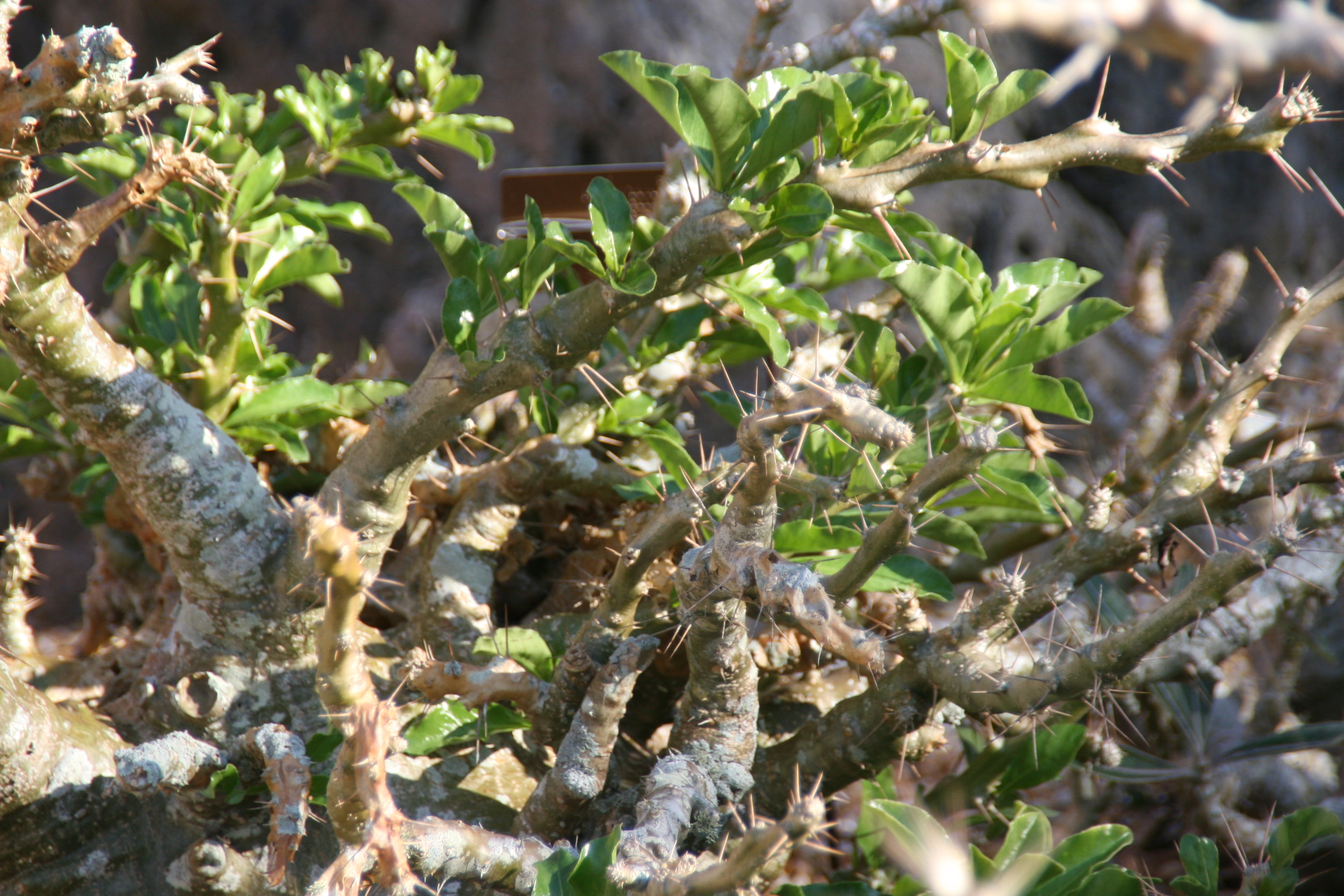
Листья и колючки

Прилистниковые колючки расположены в раскидистых парах и исходят от небольшой подушки с центральным углублением. Они являются тонкими, жесткими и раскидистыми. Часто третья колючка отходит проксимально к основанию, а две боковые колючки имеют длину примерно 2,5-3(-4) см. У коротких побегов колючки значительно короче.
Листья немногочисленные и опадающие. Они разбросаны по спирали вдоль ветвей или образуют пучки только на концах. Молодые веточки, (или пазушные побеги), сидячие и имеют обратнояйцевидно-продолговатую или продолговато-ланцетную форму. Длина листьев составляет 2,5-8(-10) см, а ширина от 1,2 до 4 см. Они имеют перепончатую текстуру и темно-глянцево-зеленый цвет. Листья могут быть слабо опушенными или практически голыми как сверху, так и снизу. На листьях присутствует выраженная средняя жилка, а вершина обычно заканчивается длинным шиловидным заострением. Основание листьев клиновидное, а на зрелых листьях обычно видны вторичные жилки. Края листьев слегка волнистые.
Соцветия располагаются в верхней части растения на мелких боковых веточках. Диаметр соцветий составляет до 15-18 см. Образование соцветий происходит весной, когда деревья лишены листьев. Цветоножки соцветий толстые и имеют длину около 2-3(-8) мм. Прицветники маленькие, чешуйчатые, треугольной формы с острыми концами, окаймленные мелкими волосками, и скоро опадают.

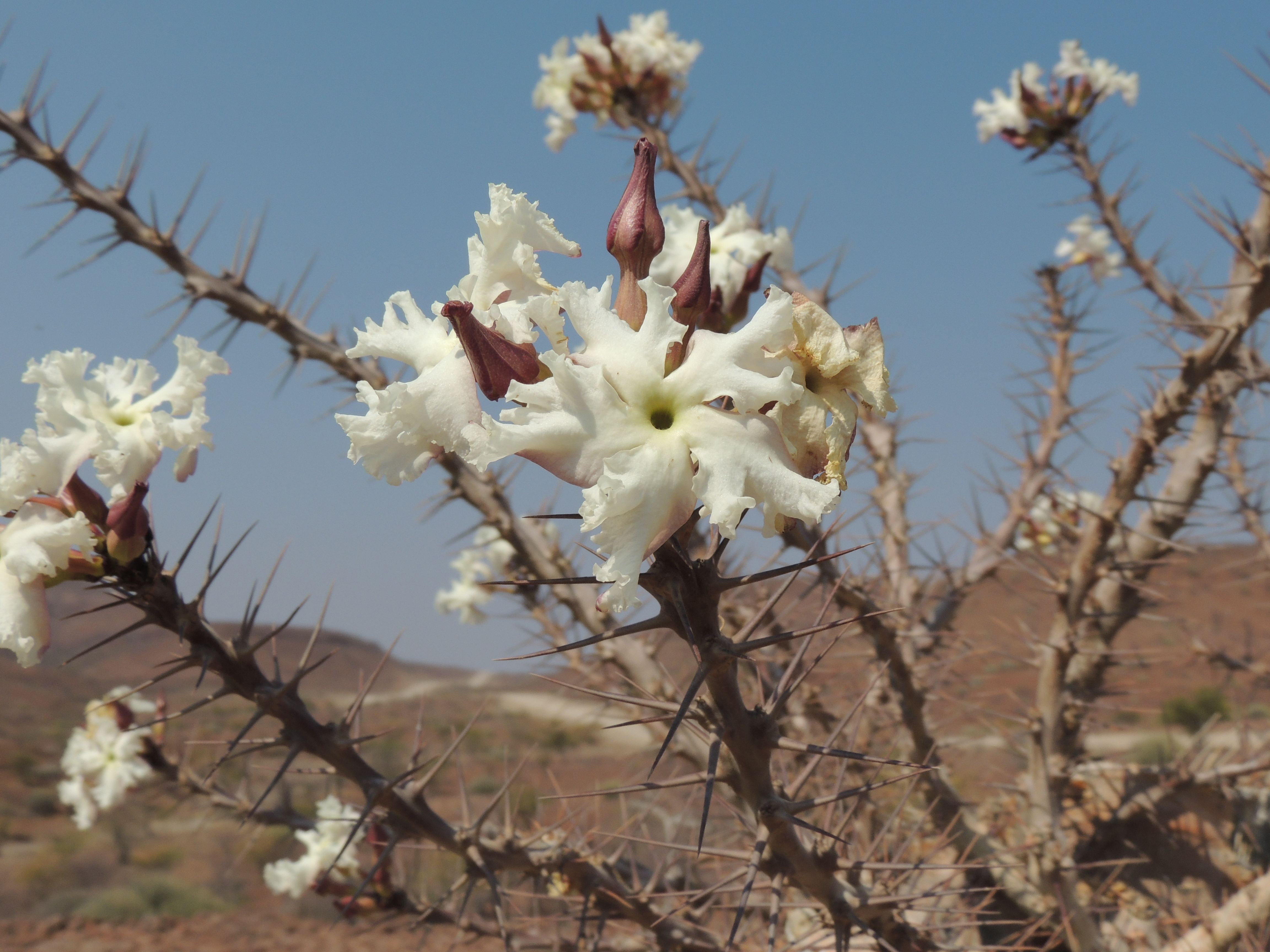
Цветки

Цветки крупные и эффектные. Они обладают приятным ароматом и имеют белый цвет с розовым румянцем как снаружи, так и на трубке. Длина цветка составляет примерно 2,5-4 см. Чашечка голая и имеет длину около 3-4 мм. Чашелистики имеют яйцевидную форму с заостренными концами и реснитчатым краем. Венчик имеет форму тарелки диаметром 5-8 см. Внутри он белый, а на спинке расположен розовый оттенок. Лопасти венчика широкие, раскидистые и косояйцевидной формы. Их длина составляет примерно 1,5-2,5 см, а ширина - 1,8-2 см. Лопасти гладкие с волнистыми краями, а внутренний край хрустящий. Трубка цветка имеет пурпурный цвет и является цилиндрической, с некоторым расширением в середине. Ее длина составляет примерно 36-42(-50) мм, а диаметр — 2,5-3 мм в основании и резко расширяется до 7-8 мм в конце.
Количество тычинок — 5. Пыльники имеют линейно-ланцетную форму. Длина пыльников составляет 9-11 мм. Диск цветка является купулярным и слегка пятилопастным. Завязь состоит из двух свободных плодолистиков. Столбик тонкий, а рыльце имеет цилиндрическую форму с базальной каймой.
Плод представляет собой два отдельных цилиндрических мерикарпа, которые расходятся под прямым углом при созревании. Он имеет веретеновидную форму с заостренной вершиной, сжатый, голый и может быть от бледного до темно-коричневого с продольными линиями. Размер плода составляет около 7-10 (-12,5) см в длину и 1 см в диаметре. При созревании плод расщепляется с одной стороны, высвобождая многочисленные семена. Семена бутылочного дерева имеют размер примерно 7-9(-10) мм в длину. Они имеют узкояйцевидную до обратнояйцевидную форму, сжатую, и на одном конце образуется ком из серебристых шелковистых волосков, что делает их в 2-3 раза длиннее.
Растение обычно цветет с мая по ноябрь, достигая пика своего цветения в августе, в середине сухого сезона.

## Распространение и экология

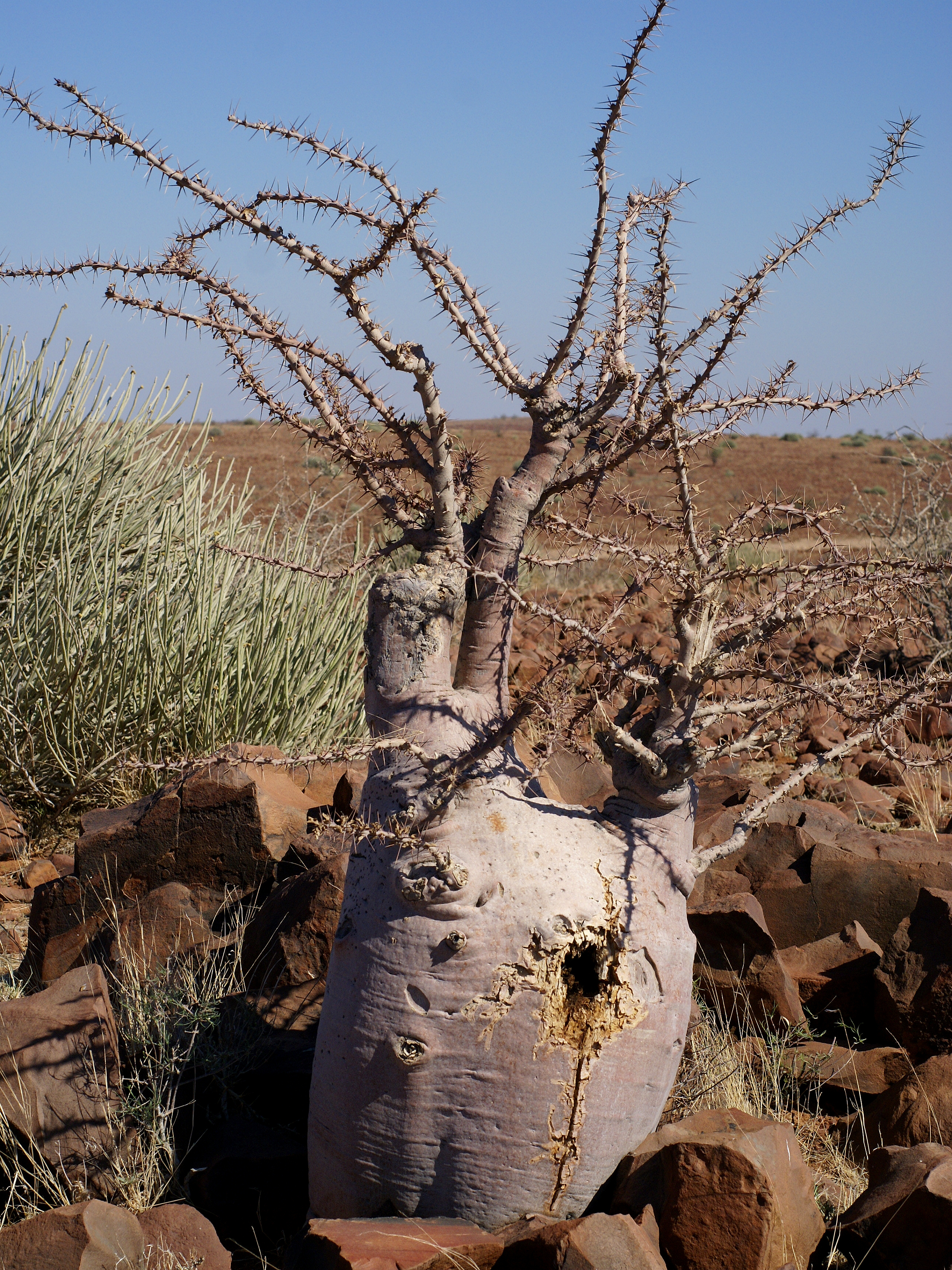
Палмваг, Намибия

Pachypodium lealii встречается в диапазоне высот от 1000 до 1600 метров над уровнем моря.
Растение естественно произрастает в полупустынных районах, сухих низкорослых кустарниковых зарослях и лесах ксерофиллового типа. Он обычно встречается на каменистых склонах холмов, особенно на плато Этендека в северо-восточной Намибии, где растет на базальтовых склонах. Растение адаптировано к экстремальным температурам, которые могут варьироваться от -10°C до 45°C. Зимой в этих районах иногда выпадает снег.

## Охранный статус
Pachypodium lealii в настоящее время не считается серьезно угрожаемым видом, однако беспокойство вызывает недостаток молодых особей и незаконный сбор дикорастущих растений для торговли, особенно в Намибии. Растение внесено в Приложение II Конвенции CITES, что означает, что международная торговля этими растениями без соответствующих разрешений является незаконной.

## Таксономия
Возможно, у Pachypodium lealii существуют две разновидности. В северной части их ареала растения имеют молодые ветви с красноватой корой и листья длиной до 3 см. В южной части ареала, особенно на доломитовых формациях, растения обладают ветками с сероватой корой и листьями длиной до 8 см.
Pachypodium lealii Welw., первое упоминание в Trans. Linn. Soc. London 27: 45 (1869).

### Синонимы
Гетеротипные (основанные на разных номенклатурных типах):
- Pachypodium giganteum Engl. (1894)

## Применение
Сок исторически использовался в качестве яда для стрел.